# Niederländische Westindien-Kompanie

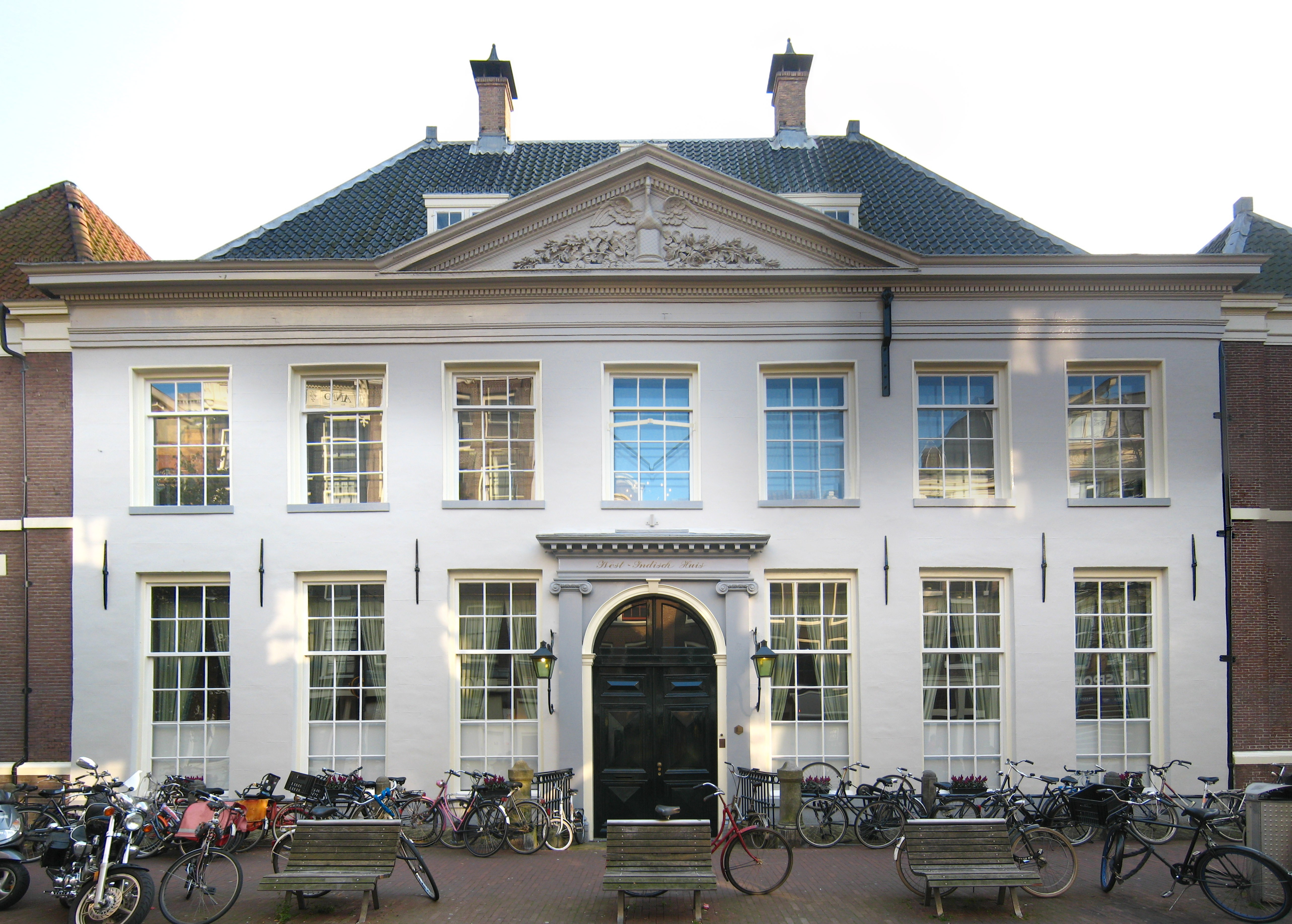
Das Westindienhaus in Amsterdam, Hauptquartier der Kompanie von 1623 bis 1647

Die Niederländische Westindien-Kompanie (niederländisch Geoctroyeerde West-Indische Compagnie, häufig kurz WIC) war eine niederländische Handelskompanie, der am 3. Juni 1621 durch die Republik der Sieben Vereinigten Niederlande ein exklusives Handelspatent (Monopol) für den Handel in Westafrika und Amerika zugesprochen wurde und die bis 1791 bestand. Diese Charta sollte jeglichen Wettbewerb zwischen den verschiedenen Handelsplätzen unterbinden.

## Geschichte

### Organisation und Kolonien bis 1674

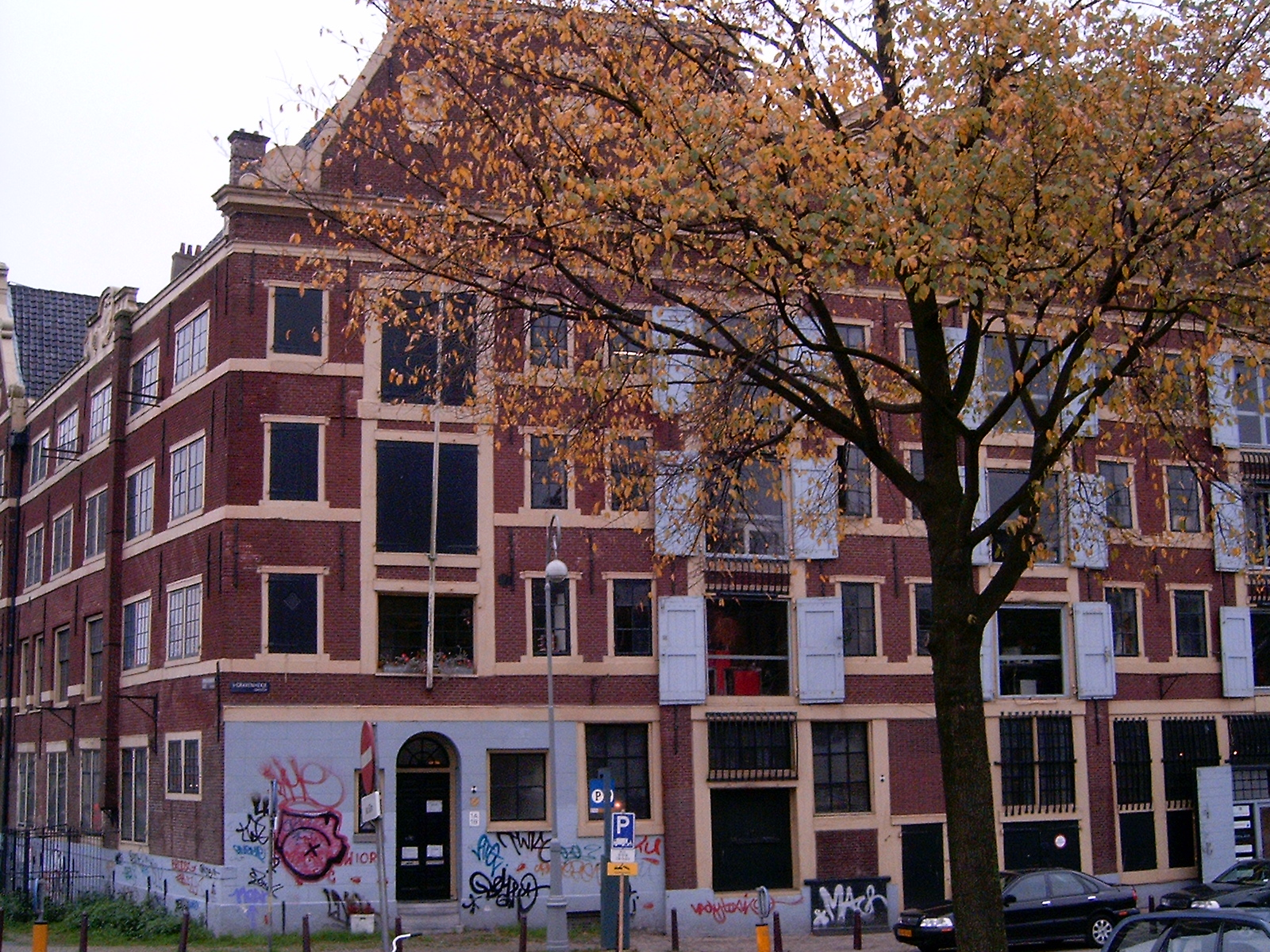
Das ehemalige Lagerhaus der Kompanie in Amsterdam

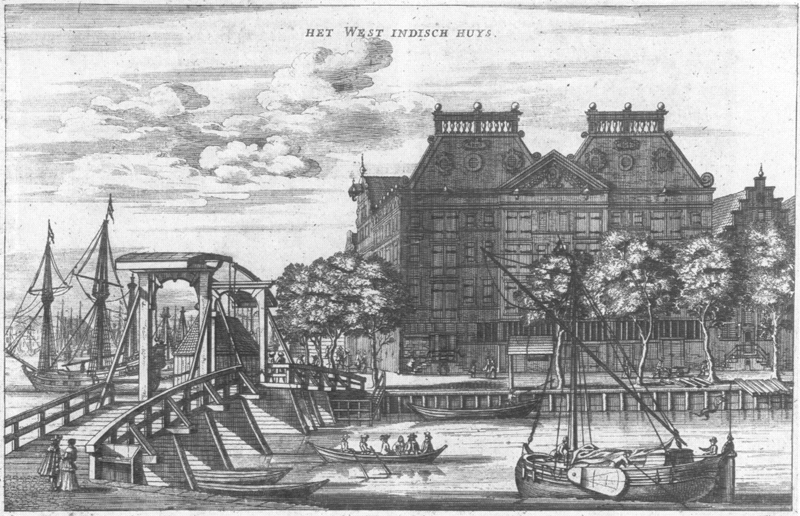
Das Lagerhaus auf einer Abbildung von 1655

Den maßgeblichen Anstoß zur Gründung der Niederländischen Westindien-Kompanie gab der Antwerpener Kaufmann Willem Usselincx (1567–1647). Die WIC wurde nach dem Vorbild der Niederländischen Ostindien-Kompanie (VOC) organisiert. Sie bestand aus fünf Kammern:
- Kammer der WIC in Amsterdam,
- Kammer der WIC in Zeeland,
- Kammer der WIC in Rotterdam (Maze, Maasmündung),
- Kammer der WIC in Groningen (Stad en Lande, Stadt und Groningen) und der
- Kammer der WIC in Hoorn (Noorderkwartier, West-Friesland).

Das Unternehmen wurde von den Herren XIX (neunzehn) geleitet, ein Gremium, das abwechselnd in Amsterdam und Middelburg tagte.
Die bemerkenswerteste Leistung der Gesellschaft war 1624 die Gründung der Kolonie Neu-Niederland (Nieuw Nederland), einschließlich der 1626 auf der Südspitze von Manna-hata errichteten Stadt Neu-Amsterdam (Nieuw Amsterdam), heute New York. Andere Gründungen sind Breukelen, heute Brooklyn, Hoboken, Connecticut, Delaware, New Jersey und Niederländisch-Guayana an der Nordküste von Südamerika. Ein Versuch, den Portugiesen Brasilien zu entreißen, scheiterte nach einem 30 Jahre dauernden Krieg (siehe Niederländisch-Brasilien). In Westafrika betrieb die Gesellschaft einige befestigte Handelsstützpunkte im heutigen Ghana, zum Beispiel das Fort Batensteyn.
Die Kolonisation von Neu-Niederland kam allerdings nicht weit. Einerseits aufgrund der erbitterten Rivalität mit England, das 1664 Neu-Niederland eroberte, andererseits durch Schwierigkeiten, Siedler für die Kolonie zu begeistern. Die Politik der Gesellschaft sah vor, den Leuten, die Siedler in die Kolonie gebracht hatten, weitreichende Vollmachten über diese zu garantieren.
Im Gründungsvertrag der Niederländischen Westindischen Gesellschaft wurde festgeschrieben, einem Frieden zwischen den Niederlanden und Spanien entgegenzuwirken. Dies geschah zu dem Geschäftszweck, bewaffnete Überfälle auf spanische Silberflotten durchzuführen.

### Neugründung 1674
Im Jahre 1671 lief die Charta der WIC ab, wurde aber einige Male vorläufig verlängert. 1674 wurde die Kompanie dann komplett umorganisiert. Das Kapital wurde um ein Fünftel des ursprünglichen Betrages, auf 1,2 Millionen Gulden zurückgebracht und die Herren XIX wurden auf zehn Sitze reduziert. Auch die neue Charta (Octrooi) von 1674 wurde einschneidend geändert. Hierin war jetzt nur noch von einem Handelsmonopol auf die Küste von Afrika und den Besitzungen in Essequibo, Pomeroon (Bestandteile von Niederländisch-Guayana), Curaçao, Aruba und Bonaire die Rede. De facto konzentrierte sich die Tweede Geoctroyeerde West-Indische Compagnie hauptsächlich auf den Sklavenhandel mit Afrika.

### Sklavenhandel bis 1740
In der Periode von 1674 bis 1740 waren für die Kompanie 383 Sklavenschiffe auf Fahrt. Die Organisation der Sklavenfahrten lag bei verschiedenen Kammern der WIC, die dafür spezielle Ausschüsse bestimmt hatte. Der Atlantische Dreieckshandel begann in einem der niederländischen Häfen mit als erstem Ziel die afrikanische Westküste. Hier waren vor allem die niederländischen Festungen, Fort Elmina und Fort Accra Anlegestellen.
An die Beschaffenheit von Sklaven wurden genaue Forderungen gestellt. Als akzeptabel und annehmbar galten Sklaven, die nicht blind oder lahm waren und keine ansteckende Krankheiten hatten. Weiter wurde bestimmt, welches Alter sie haben mussten und was ihr Marktwert war. Vollwertige Sklaven waren 15–36 Jahre alt. Waren sie älter als 36 Jahre, wurden sie als nicht rentabel für den Transport angesehen. Sklaven im Alter von 6 bis 15 Jahren zählten als drei für den Preis von zwei – und im Alter von 2 bis 6 Jahren zwei für den Preis von einem. Für einen Sklaven mussten kontraktlich zweihundert Gulden (ungefähr der Jahreslohn eines Arbeiters) bezahlt werden. Pflanzer von Zuckerrohrplantagen bekamen Preisnachlässe. Die Rechnungsbegleichung musste zu einem Drittel in Zucker und sollte vierzehn Tage nach Übernahme der gekauften Sklaven erfolgen. Hiervon war der Zuckeranteil wichtiger als das Geld, welches eventuell auch später entrichtet werden konnte.
Die größten Sklavenschiffe waren mit fünfzehn bis zwanzig Kanonen bestückt, hatten eine Besatzung von 45 bis 60 Personen und transportierten rund 500–600 Sklaven. Die durchschnittliche Reisedauer belief sich auf 516 Tage (einschließlich Aufenthalts in Afrika, Amerika und Rückreise in die Republik). Auf der Rückreise nahmen die WIC-Schiffe Stapelprodukte wie Zucker mit in die Niederlande, um dann erneut nach West-Afrika, Amerika und zurück zu segeln (daher auch „Dreiecksfahrt“ genannt).
Durch einen Asiento der WIC mit den portugiesischen Zwischenhändlern Domingo Grillo und Ambrosio Lomelin wurde Curaçao ab 1668 zum Sklavendepot der Karibik. Das katholische Spanien war aus religiösen Gründen nicht zu einer unmittelbaren Zusammenarbeit mit den Niederländern bereit. Als die WIC ihr Handelsmonopol im Jahr 1734 verlor, hatte sie bis dahin um die 220.000 Sklaven verschifft.

### Erwerbungen von Preußen
Der preußische König Friedrich Wilhelm I. verkaufte der Gesellschaft seine afrikanischen Besitzungen, unter anderem das von Kurbrandenburg gegründete Groß Friedrichsburg, in Staatsverträgen von 1717 und 1720.

### Endphase und Aufhebung
Unter dem Englisch-Niederländischen Krieg von 1780 bis 1784 hatte die WIC stark zu leiden. Schon im Januar wurden 200 niederländische Handelsschiffe aufgebracht. Die Briten eroberten sehr schnell die westafrikanischen Besitzungen der WIC sowie die Antillen-Insel Sint Eustatius, das wohl bedeutendste Handelszentrum der Niederlande in der Karibik. Erst nach dem Pariser Frieden 1784 konnte die Gesellschaft ihre Handelsstützpunkte wieder in Besitz nehmen.
Als Folge rückläufiger Einkünfte und finanzieller Probleme wurde die Kompanie endgültig im Mai 1791 aufgehoben. Während der Koalitionskriege und des Britisch-Französischen Kolonialkonflikts besetzten die Briten von 1799 bis 1802 und von 1804 bis 1815 Niederländisch-Guayana sowie die Besitzungen Demerara, Essequibo und Berbice. Nach den Napoléonischen Kriegen fielen 1815 außer Suriname alle anderen Kolonien in Südamerika an die Briten. 1831 wurden diese nun britischen Gebiete zu Britisch-Guayana zusammengefügt.

## Weltdokumentenerbe
Die Dutch West India Company Archives enthalten originale Dokumente zur Geschichte der WIC sowie zu Themen des Sklavenhandels, Kriegsführung, Diplomatie, Plantagenkultur und Alltagsleben in den Regionen, in denen die WIC Kolonien gründete. Im Jahr 2011 wurden diese Archive für die Länder Niederlande, Brasilien, Ghana, der Niederländischen Antillen, Surinam, Großbritannien und der USA von der UNESCO in die Liste des Weltdokumentenerbes (Memory of the World) aufgenommen.